# Объединённая дружина охраны природы
Объединённая дружина охраны природы (ОДОП) — межрегиональная общественная, учебно-методическая, научно-экспертная и культурно-просветительская экологическая организация.

## История
Объединённая дружина охраны природы (ОДОП) была основана 27 ноября 1972 года, и первоначально была оформлена как «форма организации актива первичной организации ВООП Казанского химико-технологического института». ВООП носила тогда название «Всероссийского ордена Трудового Красного Знамени общества охраны природы». Председатель первичной организации ВООП — Мухачев С. Г., первый лауреат Госкомприроды республики Татарстан, является одновременно председателем штаба ДОП КХТИ.
1-й этап. Дружина охраны природы (ДОП) включала в себя следующие подразделения (секторы): организационный (Саунина Н.), рейдовый (Кузнецов А.), научно-лекционный (Иванов Б.), озеленения городских территорий (Тюленев С.), шефский (работа со школьниками, Куряева Р.), секретариат (Саунина Н.). Рейдовый сектор по борьбе с правонарушениями в области охраны природы делился на опер.отряд сотрудников и опер.отряд студентов, последний, в свою очередь, делился на 4-ре рейдовые пятерки. Научно-лекционный сектор включал подразделение научного обеспечения работы ДОП КХТИ, лекционную группу, редакцию стенгазеты «Вестник ОДОП КХТИ», клуб фото-художественной агитации. В этот период Совет ДОП КХТИ состоял из штаба ДОП и включал ещё секретаря совета и председателя ревизионной комиссии. Опер.отряд сотрудников просуществовал 1 год. Потом дружина стала в основном студенческой.
На первоначальном этапе существования ДОП главной из её задач были: разработка научных вопросов сохранения и восстановления природных запасов, участие в практической работе государства по охране природы среди населения. По этим основным направлениям и пошло развитие ДОП в дальнейшем.
2-й этап. Стал таким, что дружина для всех истинных защитников природы стала смыслом жизни. Сотрудница ДОП, Мухамадеева Ф., тогда сказала: «Наше дело такое, что ради него стоит жертвовать и временем и здоровьем». Об этих годах (в том числе о совместной работе дружин в заповедниках) Борейко В. Е. позже напишет: «Мне часто снятся дружины…. Проснувшись, я тоскую о них, как о потерянном рае».
В 1981-84 гг. ДОП включала подразделения (секторы) борьбы с браконьерством (БсБ) с группой по организации операции «Ель», группы: «Агатиция», «отделение ОП Факультета общественных профессий», редколлегия «Вестника», учебно-методической работы (выпуск собственных методических изданий), социологическая группа (исследование собственно коллектива ДОП и расстановка людей согласно результатам), группа связи с другими организациями (переписка), «Загрязнение», отряд «Заповедник» ДОП КХТИ. В 1982 году дружина провела семинар Движения ДОП СССР.
3-й этап. Охватывает 1985—1997 гг. Отличался тем, что появляются публикации в научных изданиях. Выполняется первая научная хоздоговорная работа (руководитель ДОП — Фомин С.). Проводится первая дружинная 10-ти дневная экспедиция по обследованию состояния памятника природы «Семиозёрский лес» (командир ДОП — Саша Иноземцев).
Дружина стала участвовать в организации междружинных школ и конференций, в организации связи между выпускниками ДОП. Возникла группа связи выпускников ДОП, из которой вырос Социально-Экологический Союз (роль секретаря ГСВ ДОП исполняла Зайнуллина Р., а руководителем Группы был избран Забелин Свет), возникла Поволжская Ассоциация Дружин охраны природы, Молодёжное экологическое движение Республики Татарстан (МЭД РТ). В формировании этих структур активно участвует Мухамадеева Ф., руководитель ДОП Зиганшин И. Дружина активно участвует в международных контактах, работает по грантам, регулярно участвует в междружинных школах и семинарах. Сама структура дружины постепенно стирается из-за малого и продолжающего сокращаться числа участников. Штаб становится единым и решает все возникающие вопросы. Из-за недостаточного внимания к пополнению актива численность ДОП падает. Сказывается и общая обстановка в стране. Практическая работа к концу периода всё в большей степени сменяется протестными акциями. Пять протестных акций стали «китами» в бурном море гражданского действия:
1. Кампания против строительства Татарской АЭС и подъёма уровня Нижнекамского водохранилища (1988—1989, акция продолжается до настоящего времени).
2. Кампания против строительства биохимзавода в зелёной зоне города Казани (1988).
3. Кампания против применения изоцианатов на Казанском заводе синтетического каучука (1989).
4. Кампания против строительства канала Волга-Чограй, проведённая Социально-экологическим союзом (СоЭС) при участии практически всех зелёных общественных сил республики Татарстан (1989).
5. Кампания за выборность председателя Госкомприроды Татарстана (1988).
Все они прошли успешно. Особо выделить можно акцию против строительства Татарской атомной электростанции в пгт Камские Поляны, в которой активисты Антиядерного общества Республики Татарстан и ДОП во главе с Мухачёвым С. Г. сыграли важнейшую роль. Однако, по не подтверждённым пока данным, строительство некогда «замороженной» атомной электростанции планируется возобновить.
4-й этап. Организация малочисленна. Работа специализируется всё в большей степени на сохранении городских природных территорий (городских памятниках природы). Растут конфликты с министерствами, ведомствами и администрацией г. Казани. Представители исполкома и подчинённых структур беспрерывно и нагло врут, не исполняются достигаемые с трудом соглашения и компромиссы. Слово президента республики или мэра города для строительных организаций выше федеральных законов. Чехарда с природоохранным законодательством РФ и всё снижающаяся эффективность действий привели к исчезновению из состава ДОП студенческого актива. До 2012 г. дружина состоит из 3-х выпускников, координация действий с другими дружинами утеряна. Структура организации — общее собрание.
5-й этап. Бессменным наставником, идейным воплотителем остаётся Мухачёв С. Г.

В 2012 г. взят курс на полное обновление стиля работы. Уже ясно, что прежние стимулы не работают. Решено соединить общественную активность, дополнительное и профессиональное образование в единый комплекс. 

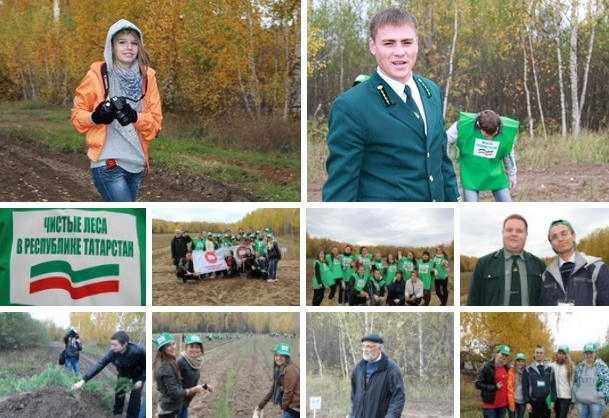
Чистые леса в республике Татарстан 2013. Проведена ОДОП РТ при поддержке Министерства Лесного хозяйства и Министерства земельных и имущественных отношений РТ.

Так возникла идея создания Межвузовской Группы проектного экологического образования (МГПЭО). Направление деятельности — городские охраняемые природные территории (мониторинг, создание, практические работы по восстановлению популяций редких растений, животных). В марте 2012 года Положение о МГПЭО согласовано с Главным архитектором г. Казани, Академией наук Республики Татарстан и утверждено Министерством образования и науки РТ. Руководитель развивающейся группы, координатор по вузам республики и г. Казани — Сафандеев В., выпускник Казанского ГМУ, РАНХиГС при Президенте Российской Федерации.

Создаются сайт и группы в социальных сетях, выпускаются календари и листовки, налаживается взаимодействие с профильными Министерствами и ведомствами, дружинами республик Чувашия, Марий Эл, Нижнего Новгорода и др., практически со всеми локальными и региональными, всероссийскими природоохранными и экологическими организациями, проводится множество совместных мероприятий, Школа экологического лидера, «Чистые леса в республике Татарстан», вместе с ГДЭБЦ г. Казани и «ЭКА» был проведён «ЭкоФест-2012».

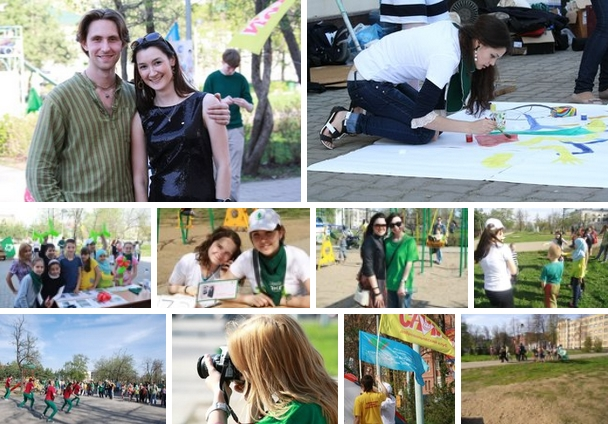
Экофест-2012

 Дружина принимает участие в просветительских, природоохранных и научных мероприятиях.

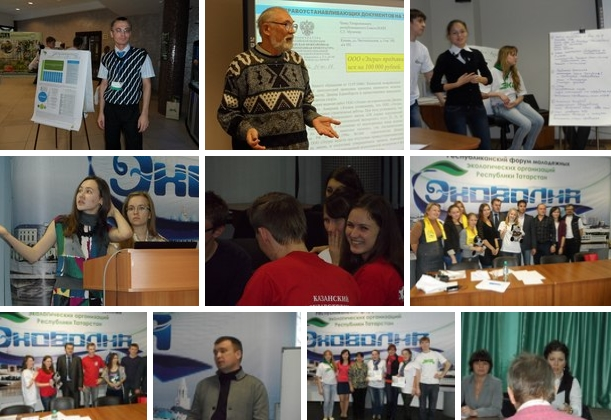
Первый Республиканский молодёжный экологический форум «Эковолна»

 Члены ОДОП участвуют в качестве жюри на предметных олимпиадах по биологии, экологии, освещают проводимые мероприятия в СМИ, налаживают связи с прошлыми выпускниками ДОП, например с Бикмуллиным М. Г., депутатом Казанской городской Думы, для подготовки к проведению 40-летнего юбилея дружины.

В преддверии Универсиады 2013 дружиной были подняты самые острые вопросы экологической природоохранной тематики. Была проведена предпроектная дипломная работа совместно с КГАСУ. 

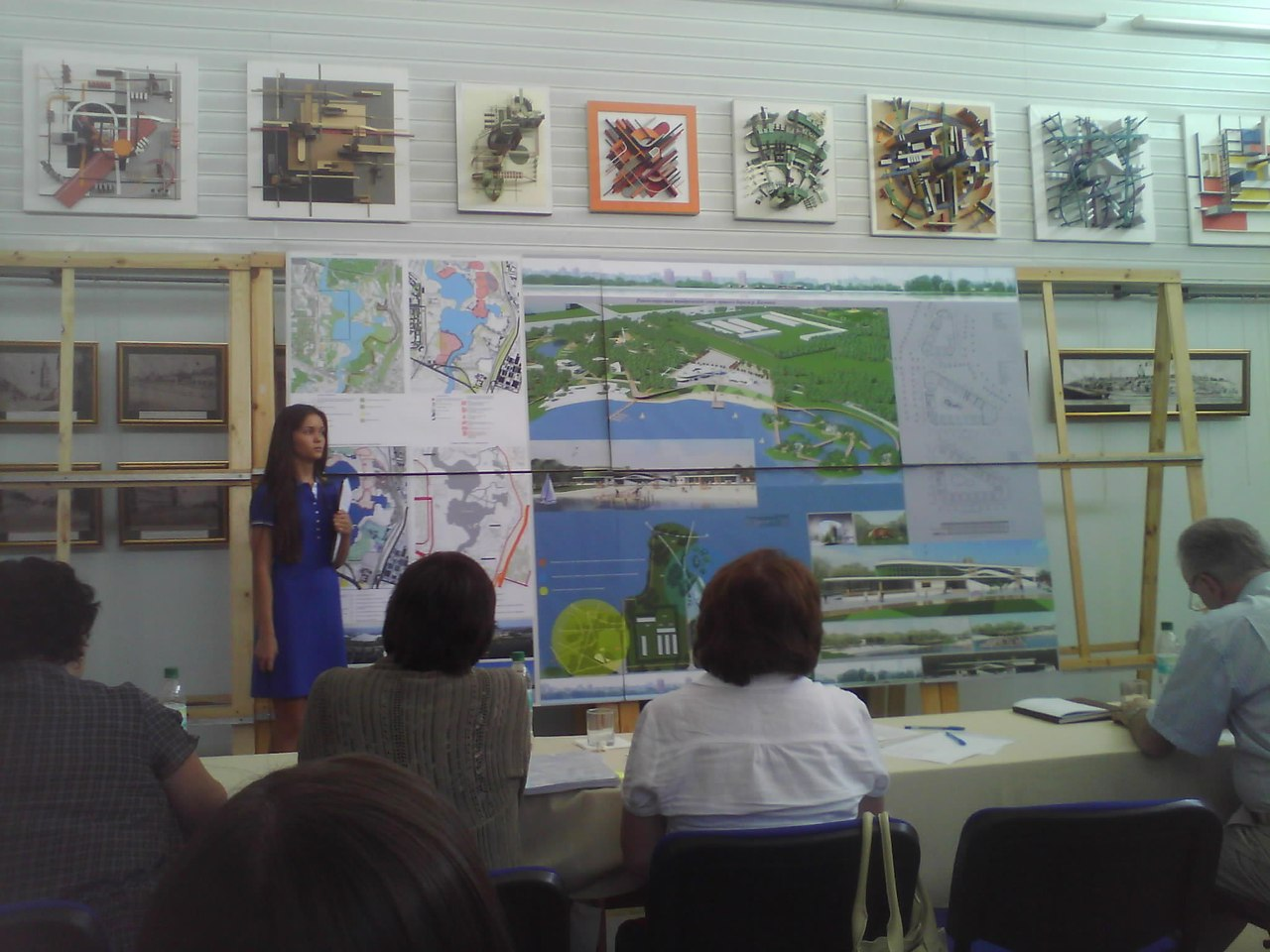
Защита предпроектной дипломной работы. ОДОП КГАСУ. 2012

 При этом сама организация приводилась в пример зарубежным партнёрам администрацией республики и страны как показатель развитой экологической природосберегающей культуры и образования в регионе, за что руководитель ОДОП РТ, Сафандеев В. В. получил именное приглашение на церемонию открытия Летних игр Универсиады 2013 Архивная копия от 8 марта 2018 на Wayback Machine на трибуну рядом с Президентом РФ и Президентом РТ.
Этот непростой период ознаменовался также рядом громких событий: противодействием застройки особо охраняемых природных территорий (ООПТ), сохранением и реинтродукцией реликтовых видов растений, активной пропагандой здоровьесбережения в области гигиены урбанизированных территорий, продовольственной безопасности и многими другими. Был высоко оценён вклад, вызвавший широкий общественный резонанс в области продовольственной безопасности. Отчёт, доложенный Сафандеевым В. широкой общественности, министрам экологии и природных ресурсов РТ, сельского хозяйства и продовольствия РТ, лесного хозяйства РТ, земельных и имущественных отношений РТ и СМИ, получил высокую экспертную оценку.

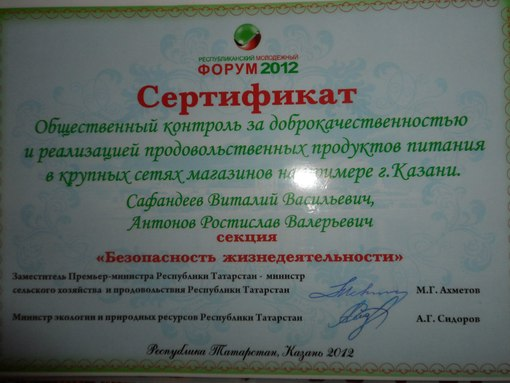
Диплом за выступление с докладом об экологической и продовольственной безопасности в России и республике Татарстан

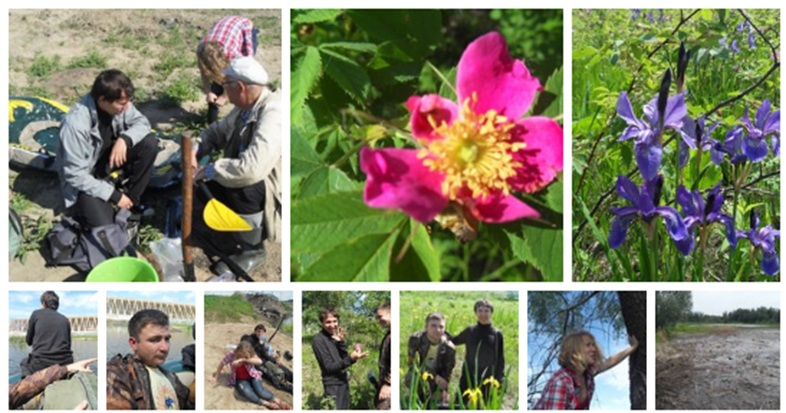
Выезд ОДОП на ООПТ «Островки Казанки», 2012 г.

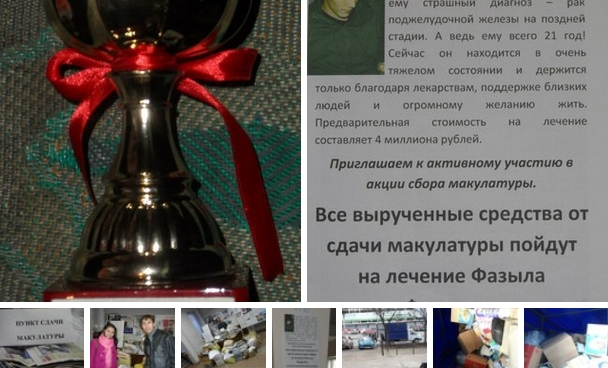
Сбор макулатуры и спасение жизни

Разгорался конфликт между руководителями строительной подрядной организацией «ПСО Казань» Зиганшиным Р. Х. и ОДОП РТ. От имени «ПСО Казань» приходили люди, пытавшиеся договориться за денежное вознаграждение, чтобы активисты ОДОП и СоЭС перестали подначивать жителей на остановку строительства и засыпку берегов близ р. Волга и Кама. Итогом стало замораживание проекта строительства платной автодороги, которая должна была пройти по волжским островам от Речного порта и соединится с трассой М7 в районе Займища. Общая запланированная протяжённость трассы с 9-ю мостами должна была составить около 17,5 км. Ходили слухи, что «ПСО Казань» стала искать новых инвесторов, потому что старых отпугнула общественная позиция жителей и природоохранных активистов.
Через непродолжительное время общественность всколыхнуло резонансное убийство одного из самых ярых активистов-противников застройки особо охраняемых природных территорий. Им и единомышленниками многократно подавались петиции в Роснедвижимость, Росприроднадзор, Министру внутренних дел и Президенту РФ о махинациях с ООПТ по берегам р. Камы и Волги. Однако, результата от этого не было никакого.
6-й этап. После ухода Сафандеева В., выбранные приемники не смогли самоорганизоваться, и дружина фактически распалась на вузовские подразделения. Самой действующей остаётся дружина КНИТУ-КХТИ.

## Деятельность
ОДОП (РТ) является участницей Движения Дружин охраны природы СНГ, коллективным членом Российского Социально-экологического союза (РСоЭС), имеет права первичной организации ВООП.
Миссия ОДОП — поддержание благоприятной экологической и социальной обстановки в регионе и стране. Целью ОДОП является сохранение и улучшение окружающей среды, поддержание многообразия флоры и фауны, а также сохранение и укрепление здоровья населения. Активные члены дружины и выдающиеся деятели награждаются Знаком ОДОП «За охрану природы России».
В 2012 году было налажено взаимодействие с городскими и региональными эколого-биологическими центрами, руководитель направления Сафандеев, Виталий Васильевич. Приемники — Ямалиев Р., Мударисова Р., Файзрахманова Л., Санчугова А., Павлова О.
Начиная с 2012 г. при участии ОДОП РТ и её подразделений в вузах республики и г. Казани проведено большое число природоохранных, экологических и здоровьесберегающих мероприятий, в том числе по направлениям:
1. Природосберегающие акции: День защиты животных в республике и за её пределами, акция «От отца-сыну» (при поддержке Кабинета Министров РТ), «Час Земли», «День Земли», День наблюдения птиц, акции по сбору макулатуры в Поволжье (при содействии АНО «Исполнительная дирекция» Казань-2013), Мусору. Net,
2. Природоохранные акции: выращивание и реинтродукция реликтовых видов растений (Сальвиния плавающая, Касатик сибирский), акции «Чистый парк» в сквере им К. Фукса и Всемирная уборка «Сделаем!» (совместно с Министерством экологии), операция «Первоцвет».
3. Природообогащающие акции: первая массовая посадка деревьев в рамках нового приоритетного городского проекта «Зеленый рекорд», о старте которого объявлял мэр г. Казани, федеральная программа «Больше Кислорода» (совместно с «ЭКА»).
4. Здоровьесберегающие акции: направление вырученных средств за макулатуру для лечения от онкологического заболевания Фазыла Фардеева (студент 4 курса ИЭиФ КФУ), проверка крупных сетей продовольственных магазинов, направление средств в Фонд им. А. Вавиловой.
5. Предпроектные и проектные работы: ООПТ «Казанские островки», парк Универсиады (совместно с КГАСУ, при поддержке главного архитектора г. Казани), содействие решению Кабинета Министров РТ для создания рекреационной зоны парка Универсиады 2013.
6. Научные работы: в соответствии со специализацией профильных вузов республики (КНИТУ-КХТИ, КНИТУ-КАИ, КФУ, КГАСУ, КазГМУ и др.), участие в международных конференциях, межвузовский обмен опытом, участие в межрегиональных специализированных выставках-форумах «Экологическая безопасность».
7. Междружинные мероприятия: Школа молодого лидера, 40-летний юбилей ОДОП, обмен опытом в рамках экскурсий по регионам «Прививка дружбы», формирование отряда «Заповедник» (не закончено).
8. Культурно-просветительские мероприятия: Эковолна-2012, ЭкоФест-2012, Экофорум, лекции школьникам, эколого-гигиенические и санитарно-просветительские работы с населением, разработка экобиостендов, «Зилант», «Зилантёнок», школьные и студенческие олимпиады по биологии, медицине и экологии, «Баба Яга против Экологической безграмотности» (для младших школьников), Школа для активистов экологического движения + Дни экологической литературы.
9. Учебно-методические мероприятия: выпуск учебного-методического пособия «Экологическое воспитание дошкольников»[19].